# Baeolepis nervosa
Baeolepis nervosa là một loài thực vật có hoa trong họ La bố ma. Loài này được (Wight & Arn.) Decne. ex Moq. mô tả khoa học đầu tiên năm 1849.